# 山本一郎
山本一郎（やまもと いちろう，1918年—1944年6月19日），日本海軍軍人。最終階級是海軍少尉。第二次世界大战时期的王牌飞行员。击落数为11架。山本一郎於二戰期間服役於多艘航空母艦的海軍航空編隊，參與了太平洋戰爭中多項戰役。1944年6月19日，山本的飛機在菲律賓海海戰中被美軍戰鬥機擊落，其人陣亡。

## 註腳
1. ↑  秦 & 伊沢 2011，第227頁.